# Civil Twilight
 (avril 2017).
Si vous disposez d'ouvrages ou d'articles de référence ou si vous connaissez des sites web de qualité traitant du thème abordé ici, merci de compléter l'article en donnant les références utiles à sa vérifiabilité et en les liant à la section « Notes et références ».
Civil Twilight est un groupe du Cap, en Afrique du Sud constitué de quatre membres : les frères Steven et Andrew McKellar, Richard Wouters et Kevin Dailey. 
Ils sont signés chez Wind-up Records et ont trois albums studio à leur actif, Civil Twilight (en) (2010), Holy Weather (en) (2012) et Story of an Immigrant (en) (2015).

## Influences
Originaire du Cap, Civil Twilight a débuté comme trio en s'inspirant de Police, U2, Muse, Jeff Buckley et Radiohead. Leur musique a été décrite[Par qui ?] comme ayant des voix passionnées et une musicalité classique. 
Les frères McKellar ont été élevés dans une famille de musiciens et ont exploré la collection de jazz de leur père dès leur plus jeune âge tout en écoutant leur mère, qui a une formation classique, jouer du piano. En novembre 1996, Andrew, encore adolescent, a lancé un groupe de musique avec son camarade de lycée, le batteur Richard Wouters, alors qu'il n'en était qu'à ses débuts dans la musique. Ils avaient prévu une première répétition le mois suivant quand, dans l'intervalle, Andrew a découvert que son frère cadet, Steven, pouvait chanter et composer. Les trois musiciens se sont donc regroupés et Steven a accepté d'apprendre la basse.

## Carrière
Civil Twilight a passé plusieurs années à jouer dans des églises locales et des garages avant de passer à la scène du club local, où ils sont devenus progressivement très respectés et reconnus.